# Maurice Garçon

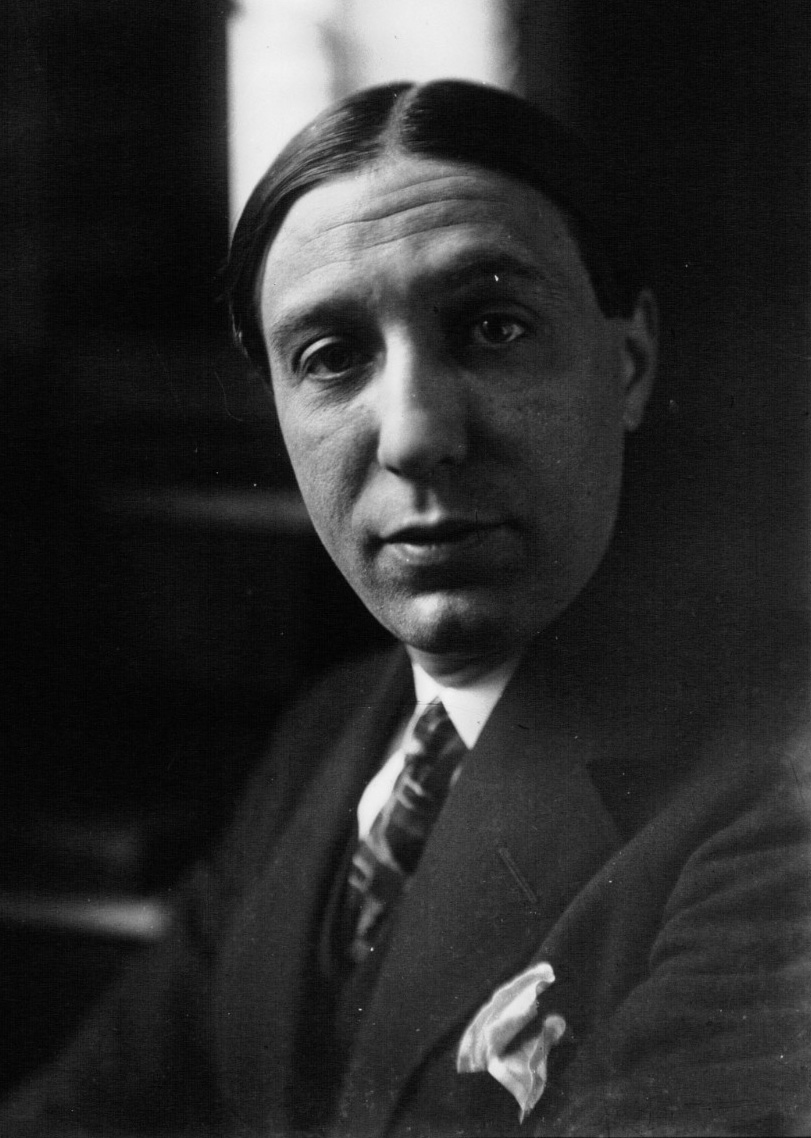
Maurice Garçon

Maurice Garçon (* 25. November 1889 in Lille; † 29. Dezember 1967 in Paris) war ein französischer Schriftsteller, Rechtsanwalt, Historiker und Mitglied der Académie française.
Garçon, Sohn eines Juristen, studierte Rechtswissenschaften und trat der Anwaltskammer von Paris bei. Er machte sich als Strafverteidiger und als Anwalt bei literarischen Prozessen einen Namen. Beispielsweise vertrat er die Académie Goncourt (die den bekannten Literaturpreis Prix Goncourt vergibt). Zu seinen Mandanten gehörten unter anderem Henri Georges Girard und René Hardy. Bekannte Fälle waren auch die Affaire Naundorf, in der es um einen angeblichen Nachkommen von Ludwig XVIII. ging, und der Prozess um das Erbe des Malers Pierre Bonnard 1952.
Sein literarisches Schaffen umfasst mehrere Werke über Zauberei, Geschichte und die juristische Redegewandtheit.
Am 4. April 1946 wurde Garçon in die Académie française aufgenommen.

## Werke (Auszug)
- Le Diable (1926)
- Vintras, hérésiarque et prophète (1928)
- La Vie exécrable de Guillemette Babin, sorcière (1930)
- Trois histoires diaboliques (1930)
- Essai sur l’éloquence judiciaire (1931)
- La justice contemporaine (1933)
- Magdeleine de la Croix, abesse diabolique (1939)
- Procès sombres (1950)
- Louis XVII ou la Fausse Enigme (1952)
- Histoire de la justice sous la IIIe République, 3. Band (1957)